# Peter Engelbert Rübel
Peter Engelbert Rübel (* 1. November 1736 in Barmen; † 10. Juni 1800 in Elberfeld, beide heute Stadtteile von Wuppertal) war Bürgermeister in Elberfeld.
Rübel wurde als Sohn des Barmer Kaufmanns Engelbert Rübel (1694–1775) und dessen aus Solingen stammender Frau Anna Elisabeth Kohl (1705–1738) geboren. Rübels Großvater war einst aus Elberfeld nach Barmen gezogen, um dort eine Bleicherei zu eröffnen, die der Vater dann zu großem Wohlstand führte. Rübel betrieb die Bleicherei in großem Stil und erwarb am 7. März 1767 das Elberfelder Bürgerrecht. Er baute mehrere Schieferhäuser.
Rübel heiratete am 26. August 1769 Anna Margareta Wortmann (1736–1807), mit der er eine Tochter hatte, welche aber 1774 im Alter von vier Jahren starb. Er war in den Jahren 1771, 1773 und 1775 Gemeinsmann in Elberfeld und 1772 und 1776 Ratsverwandter. Seit 1771 war er insgesamt fünf Mal erfolglos für das Amt des Bürgermeisters vorgeschlagen worden, bis er 1786 tatsächlich gewählt wurde. Im Jahr darauf wurde er turnusgemäß Stadtrichter und 1788 war er erneut Ratsverwandter. Außerdem war er 1788 Schöffe am Stadtgericht.